# Wyeomyia florestan
Wyeomyia florestan är en tvåvingeart som beskrevs av Dyar 1925. Wyeomyia florestan ingår i släktet Wyeomyia och familjen stickmyggor.
Artens utbredningsområde är Panama. Inga underarter finns listade i Catalogue of Life.